# Euthydemos I
Euthydemos I (Tiếng Hy Lạp: Εὐθύδημος Α΄; sinh khoảng năm 260 TCN – mất khoảng năm 200/195 TCN) là vua của vương quốc Hy Lạp-Bactria, theo nhà sử học Polybios thì ông đã cai trị vào giai đoạn khoảng năm 230 hoặc 223 TCN; Ban đầu ông được cho là đã đảm nhận chức vụ satrap của Sogdia và sau này đã lật đổ triều đại của vua Diodotos II để lên ngôi vua. Còn theo Strabo, ông đã lên ngôi cùng thời điểm diễn ra cuộc nội chiến từ năm 223-221 TCN của nhà Seleukos. Dưới sự cai trị của ông, vương quốc Hy Lạp-Bactria có thể đã bao gồm cả khu vực Sogdiana ở phía bắc, Margiana và Ariana nằm ở phía đông hoặc phía nam Bactria.

## Cuộc đời
Hai nhà sử học cổ đại là Strabo và Polybios; đã ghi lại rằng Euthydemos sinh ra ở Magnesia (nơi ông sinh ra vẫn chưa được xác định rõ) và là con trai của một vị tướng người Hy Lạp tên là Apollodotos, Euthydemos sau này đã cưới con gái của vua Diodotos I. Ngoài Demetrios I, Euthydemos còn có thể có những người con khác chẳng hạn như là Antimachos I, Apollodotos I và Pantaleon.

### Cuộc chiến với nhà Seleukos
Chúng ta không biết được nhiều điều về triều đại của Ethydemos cho tới khi Antiochos III Đại đế đem quân tấn công ông vào năm 208 TCN. Mặc dù có trong tay 10,000 thiết kỵ, Euthydemos ban đầu đã bại trận khi giao chiến bên bờ sông Arius  và buộc phải rút quân. Sau đó nhờ vào thành Bactra cực kỳ kiên cố, ông đã chống trả thành công cuộc vây hãm kéo dài tới ba năm cho tới khi Antiochos quyết định công nhận triều đại của ông và gả một người con gái cho người con trai của Euthydemos tên là Demetrios vào năm 206 TCN. Theo hiệp ước hòa bình này, Ethydemos đã phải giao lại đội voi chiến Ấn Độ của mình cho Antiochos.
Về phần mình, Euthydemos vốn sinh ra ở Magnesia và lúc này đang tự mình biện bạch với Teleas, ông tuyên bố rằng Antiochos vẫn chưa biện minh cho lý do tại sao lại muốn đánh đuổi ông khỏi vương quốc của mình, bởi vì bản thân ông chưa bao giờ nổi loạn chống lại nhà vua, ông đã tự mình giành được ngai vàng của Bactria nhờ vào việc diệt trừ hậu duệ của những kẻ đã nổi loạn trước kia. (...) Euthydemos cuối cùng đã phái người con trai Demetrios của mình tới để thông qua hiệp ước. Sau khi tiếp đón và ấn tượng bởi diện mạo, cách đàm luận, tác phong vương giả của chàng trai trẻ, Antiochos trước tiên đã hứa gả cho vị hoàng tử một người con gái của mình và tiếp đó là thừa nhận ngôi vị của người cha. (Polybius, 11.34, 2 )
Theo những ghi chép trong các tác phẩm cổ đại, Euthydemos đã thương lượng hòa bình Antiochos III bằng cách nói rằng ông xứng đáng được ghi nhận vì đã lật đổ triều đại nổi loạn của Diodotos và nhờ vào những nỗ lực phòng thủ của ông mà khu vực Trung Á đã thoát khỏi các cuộc xâm lược của những người du mục:
"...nếu như ông ta không chấp nhận lời đề nghị này, cả hai người bọn họ sẽ không thể được yên ổn: bởi vì những bộ tộc du mục lớn đã tới rất gần họ, đây là một mối đe dọa lớn cho cả hai; và nếu như họ để cho những kẻ đó tiến vào khu vực này, nó chắc chắn sẽ bị tàn phá hoàn toàn."  (Polybius, 11.34).
Cuộc chiến này đã kéo dài tới tận 3 năm và sau khi quân Seleukos triệt thoái, vương quốc Hy Lạp-Bactria dường như đã nhanh chóng khôi phục. Euthydemos được cho là đã qua đời vào khoảng năm 200 TCN hoặc có lẽ là năm 195 TCN, có thể vương quốc Hy Lạp-Bactria đã bắt đầu bành trướng tới khu vực miền Bắc Ấn Độ vào giai đoạn cuối triều đại của ông. 

## Tiền xu

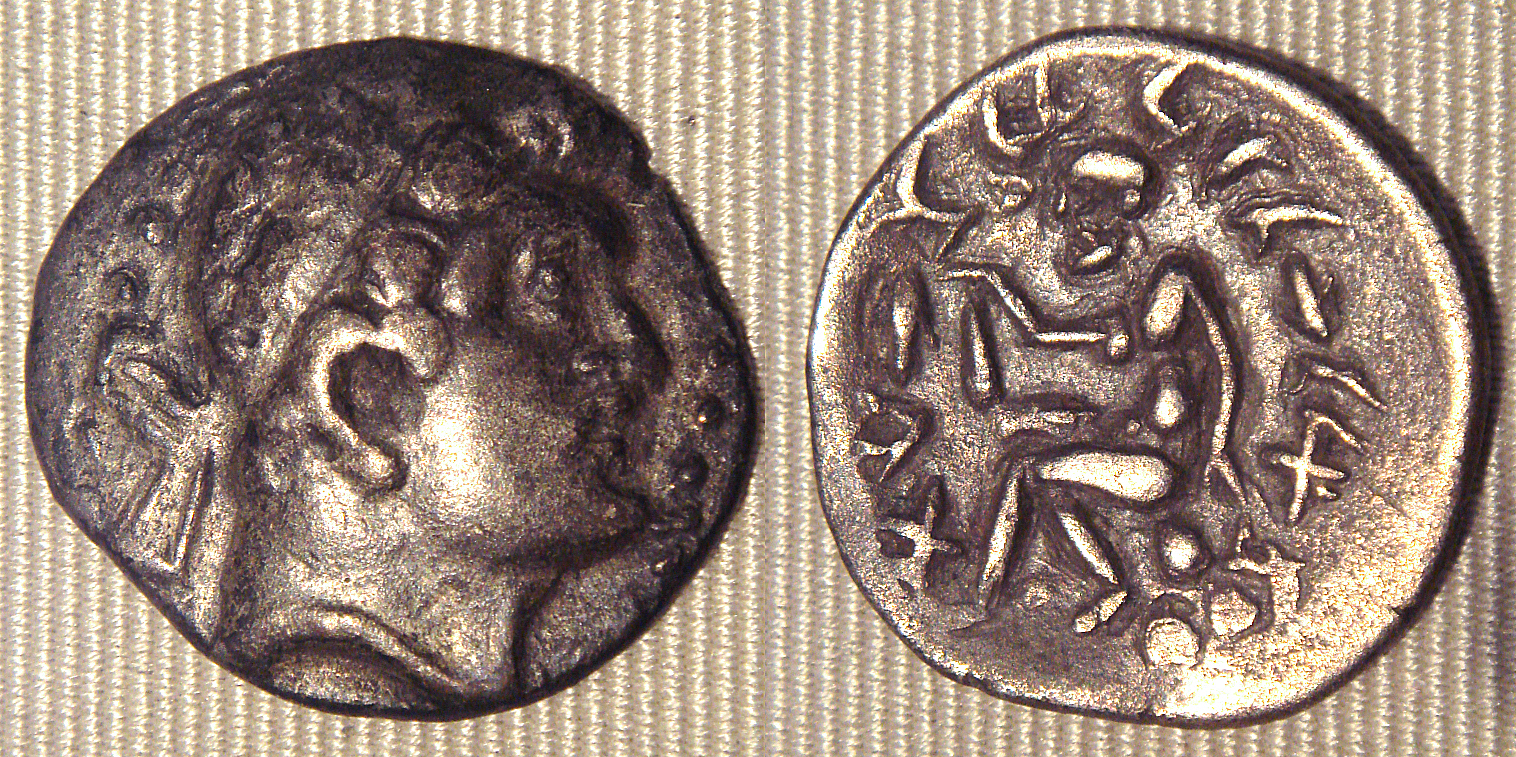
Một đồng tiền xu 'man rợ' mô phỏng theo đồng tiền xu của Euthydemos được tìm thấy ở Sogdiana. Dòng chữ trên mặt sau của đồng tiền xu này là tiếng Aram. Những đồng tiền xu này cho thấy rằng Euthydemos đã từng cai trị và sau này đã đánh mất khu vực Sogdiana.

Trên những đồng tiền còn tồn tại cho tới ngày nay, chân dung của Euthydemos được khắc họa ở giai đoạn thanh niên, trung niên và già cả. Ông cũng xuất hiện trên các đồng tiền xu kỷ niệm của các vị vua như Agathocles, Antimachos I và trên một phiên bản vô danh khác. Các bộ lạc du mục ở khu vực Trung Á cũng đã đúc những đồng tiền xu mô phỏng theo tiền xu của ông hàng thập kỷ sau khi ông qua đời, những đồng xu này được gọi là những đồng xu 'man rợ' bởi vì chúng có kiểu dáng thô kệch.

### Bản khắc Kuliab
Trong một bản khắc đá được tìm thấy ở khu vực Kuliab thuộc Tadjikistan và có niên đại là thuộc vào khoảng năm 200–195 TCN, một người Hy Lạp tên là Heliodotos đã dâng tặng một bệ thờ lửa cho thần Hestia và ca ngợi Euthydemos là vị vua vĩ đại nhất trong số các vị vua, người con trai Demetrios I của ông được ca ngợi là "Demetrios Kalinikos", "Demetrios người chinh phục vinh quang":
| Bản dịch | Chuyển ngữ (nguyên văn tiếng Hy Lạp) | Bản khắc (Tiếng Hy Lạp) |
| --- | --- | ----------------------- |
| "Heliodotos dâng tặng bệ thờ thơm ngát được làm từ những cây cối tươi tốt trong khu rừng của thần Zeus lên cho thần Hestia, vị nữ thần tôn kính, lừng lẫy nhất trong số các vị thần; ông đã thực hiện lễ rảy rượu và nghi thức hiến tế để vị vua vĩ đại nhất trong số các vị vua Euthydemos cùng người con trai của ngài Demetrios vinh quang, chiến thắng và lỗi lạc được thoát khỏi mọi nỗi đau đớn nhờ sự giúp đỡ của thần Tyche bằng những ý nghĩ siêu phàm."— Bản khắc Kuliab, niên đại vào khoảng năm 200–195 TCN | τόνδε σοι βωμὸν θυώδη, πρέσβα κυδίστη θεῶν Ἑστία, Διὸς κ(α)τ᾽ ἄλσος καλλίδενδρον ἔκτισεν καὶ κλυταῖς ἤσκησε λοιβαῖς ἐμπύροις Ἡλιόδοτος ὄφρα τὸμ πάντων μέγιστον Εὐθύδημον βασιλέων τοῦ τε παῖδα καλλίνικον ἐκπρεπῆ Δημήτριον πρευμενὴς σώιζηις ἐκηδεῖ(ς) σὺν τύχαι θεόφρον[ι] |                         |